# Brus
Brus (em cirílico: Брус) é uma vila da Sérvia localizada no município de Brus, pertencente ao distrito de Rasina. A sua população era de 4572 habitantes segundo o censo de 2011.

## Demografia
| 1948 | 1953 | 1961 | 1971 | 1981 | 1991 | 2002 | 2011 |
| ---- | ---- | ---- | ---- | ---- | ---- | ---- | ---- |
| 769  | 1223 | 940  | 2434 | 3406 | 4558 | 4653 | 4572 |